# Епископ нишки Јован (Илић)
Јован (световно Јордан А. Илић; Дојкинци, код Пирота, 8. јануар 1884 — Ниш, 5. фебруар 1975) био је епископ захумско-херцеговачки, браничевски и нишки, а такође и администратор Зворничко-тузланске епархије и „дела Епархије скопске”.

## Биографија
Епископ Јован је рођен на Старој планини у старом дојкиначком роду „Лилћини” на дан светог Стевана 27. децембра 1883. године (по старом календару) од оца Апостола и мајке Марије — Маре. Због нежног здравља крштен је одмах 31. децембра и добио је световно име Јордан, као и његов пола године старији брат од стрица, Јордан П. Илић, професор Богословског факултета у Београду. Завршио је основну школу у родном селу (1894), четири разреда гимназије у Пироту (1898) и богословију у Београду 1902. године. Пошто је у то време један од услова за рукоположење био навршених 25 година живота, прихвата се учитељске службе по забаченим селима пиротског округа: Завоју, Дојкинцима (1904—1905), Каменици и Рсовцима.
Као учитељ уписан је 1/14. августа 1905. године у стални кадар са чином наредника (3. чета 3. батаљона 3. пука у Пироту). По одслужењу рока 17/30. октобра 1906. добио је чин резервног пешадијског поручника.
Након пензионисања епископа нишког Никанора Ружичића, испуњава 1911. године последњи услов за добијање свештеничког чина, жени се. Ступио је у брак са Љубицом, ћерком Симеона Николића, угледног трговца из Беле Паланке, те га, управо хиротонисан, епископ Доменитијан рукополаже у Београду на Марковдан 25. априла/8. маја исте године за ђакона, а 27. априла/10. маја, на Дан спаљивања моштију Светог Саве, за презвитера и поставља за пароха у месту учитељевања, у Рсовцима. Био је мирски свештеник. У јесен 1913. добија благослов новопостављеног епископа нишког Доситеја, да као парох рсовачки на одсуству упише студије на (Старо-)Католичком теолошком факултету Универзитета у Берну. Студије уписује 14. новембра 1913. године.
Први светски рат га затиче у Швајцарској, те 1914. прекида студије и преко Бриндизија стиже у Солун, да би се вратио у Србију, али по налогу српске владе одлази у Нешател, где му Јован Цвијић као свештенику избегличке колоније поверава бригу над избеглом српском децом. Уз то, прикупља добровољне прилоге за Српску војску, усменом и писаном речју објављује страдања цивила у Србији, објашњава оправданост српске борбе и улогу СПЦ-а у њој. Наставља студирање. Истовремено његов најмлађи брат, Ђорђе, преживљава Видо, а Бугари у Белој Паланци непрестано, до крви, туку Љубицу пред мајком и трогодишњим сином. Траже попа. Прекинули су мучења када је преко швајцарског Црвеног крста стигла у Паланку једна од његових депеша; обавештава породицу да је добро. Свршетком рата сазнаје за тешко стање супруге после тортуре и одмах (1918) се враћа на своју парохију. Љубица није могла да преболи последице; умрла је 1920. у 30. години живота.
Као државни стипендист., јереј Јордан је морао да доврши студије. Одлази у Берн и 21. маја 1921. докторира теологију код ментора проф. др. Едуарда Херцога, старокатоличког епископа, на теми „Богомили у свом историјском развоју” Наставља са радом на парохији у Рсовцима. Подноси заредом две молбе за премештај, прво на крупачку, потом на неку од нишких парохија. Епископ Доситеј одбија обе и крајем 1921. даје му канонски отпуст из Нишке епархије ради постављења на место референта Светог архијерејског синода СПЦ у Београду. Укључује се у рад на изради будућег Устава Српске православне цркве. Идуће године (14. јануар 1922) постављен је за секретара Св. синода и унапређен у чин протојереја 9. септембра исте године. На тој функцији је остао до избора за епископа захумско-херцеговачког (5. децембар 1925). Следећа три месеца протојереј др Јордан је искушеник у манастиру Раковица, где га је (на Тодорову суботу) 1926. године замонашио шабачко-ваљевски епископ Михаило и произвео у чин архимандрита нарекавши му монашко име Јован. Патријарх српски Димитрије је одмах сутрадан, 8/21. марта, уз саслужење епископа бачког Иринеја и епископа рашко-призренског Михаила хиротонисао у Саборној цркви у Београду архимандрита Јована за првог епископа Захумско-херцеговачке епархије, после уједињења Српске цркве 1920. године, са седиштем у Мостару. Истог дана је указом краља Александра овај избор потврђен. Епископ Јован је у својој приступној беседи рекао:
Овај је моменат у историјском развитку наше Српске православне цркве од толиког значаја што се овом приликом од стране нашег Српског Патријарха први пут после укинућа Пећске Патријаршије (1766) посвећује епископ за епархије Босне и Херцеговине, те се и на тај начин манифестује потпуна независност и уједињење Српске православне цркве. За мене је, пак, овај моменат свечани епохални догађај у моме животу, јер ме промисао Божји изабрао, а Св. Црква почаствовала највишим чином и достојанством; но пун зебње и страха који би обузео свакога при овако великом делу. А како да не? Ви ме благошћу Духа Светога посветисте да будем со земљи и видело свету... Ви ме хиротонисасте не само да учим, свештенодејствујем и духовно управљам, не само да будем светао, него да будем светилник хиљадама људских душа и углед верним у речи, живљењу, у љубави, у духу, у вери у чистоти (1. Тим.4,12). Ви ме изабрасте да будем бедем о који ће се разбијати напади непријатеља хришћанства и српства...
Устоличење у Саборној цркви у Мостару обавио је на Цвети 12/25. априла 1926. године епископ бачки Иринеј. Владика Јован, као мостарски епископ, администрира:
- Епархијом зворничко-тузланском од 23. децембра 1927. до постављења епископа Нектарија (1929).
- Епархијом браничевском од 13. фебруара, 1930. до свог постављења за епископа браничевског.

За епископа браничевског изабран је 2. октобра 1931. и устоличен је у Пожаревцу 23. јануара 1932, а за епископа Нишке епархије изабран је 13. јуна 1933. године, али и даље администрира Браничевском епархијом до устоличења епископа злетовско-струмичког Венијамина на трон Браничевске епархије (7. октобра 1934). Устоличење у Нишу извршио је 24. септембра 1933. године, у пратњи епископа тимочког Емилијана, митрополит скопски Јосиф.
У току Другог светског рата био је члан Св. Синода, тзв „ратног Синода”, на чијем је челу, у одсуству патријарха Гаврила, био митрополит Јосиф. Када су после рата комунисти прогонили митрополита Јосифа, најпре из Скопља, а потом и из Врања, тј. из врањског дела Епархије (Митрополије) скопске, преузима неформалну администрацију над овим делом Скопске епархије. Стварну функцију администратора врањског дела Епархије скопске преузео је тек после смрти митрополита Јосифа 1957. године, када је Синод средином новембра 1958. донео и формалну одлуку да се администрирање дела Скопске митрополије који се налазио на територији Србије (архијерејска намесништва: пчињско са седиштем у Врању, масуричко-пољаничко са седиштем у Владичином Хану, прешевско са седиштем у Бујановцу и босиљградско са седиштем у Босиљграду) повери епископу нишком Јовану.
Крајем 1971. године, због физичке немоћи услед година, владика Јован моли епископа жичког Василија за помоћ у вршењу епархијских дужности. Епископ Василије се одазива овој молби и са благословом Св. Синода почев од 1972. године дејствује и као заменик епископа Јована.
Владика Јован је, после прележаног грипа, умро у сну 5. фебруара 1975. године у 2.15 ујутру у дому породице свог сина. Тело владике Јована је истог дана пренето у Саборни храм у Нишу.
Сутрадан, 6. фебруара, владика жички Василије је служио заупокојену литургију. На опелу је у два сата поподне чинодејствовао патријарх Герман уз саслужење митрополита црногорско-приморског Данила и епископа славонског Емилијана и уз присуство епископа жичког Василија, браничевског Хризостома и шабачко-ваљевског Јована. У име римокатоличке цркве у Нишу присуствовао је жупник Антон Хорват, а у име државних власти присуствовали су секретар Републичке комисије за односе са верским заједницама Извршног већа СР Србије Влада Станојевић и Председник Комисије за односе са верским заједницама СО Ниш Мирослав Соколовић.
Владика Јован је сахрањен у епископској гробници у Саборној цркви у Нишу поред епископа Нестора, Јеронима и Доментијана, који га је 64 године раније рукоположио за ђакона и презвитера. Плоча на којој пише: ДР. ЈОВАН / епископ нишки / 1883 - 1975, отпала је са зида за време великог пожара (12. новембра, 2001. године) и оштетила се.

### Епископска делатност владике Јована

#### На Захумско-херцеговачкој епархији
Године 1926. Захумско-херцеговачку епархију чинила су четири протопрезвитерата:
- Мостарски - срезови: мостарски, столачки, коњички, љубушки и дувањски;
- Требињски - срезови: требињски и љубињски;
- Гатачки - срезови: гатачки, билећски и невесињски и
- Горашки - срезови: чајнички и фочански.

Епархија је имала 59 парохија са 17 177 домова (укупно 125 404 православна житеља, крајем 1926. године) и четири активна мушка манастира: Житомислић, Завала, Дужи и Добрићево.
Пре постављења владике Јована епархија је више од пет година (од уједињења Српске цркве) била без надлежног архијереја. Мада је Цариградска патријаршија, под чијом ингеренцијом је била Захумско-херцеговачка епархија, почев од 1888. године постављала Србе за владике на овој епархији, утицај Цариграда је био неспоран и то је, скупа са осталим историјским приликама, нужно довело до праксе која је била неспојива са будућим црквеним уставом, који је предвиђао да црквена власт припада само јерархији, што је искључивало да утицај народних првака буде пресудан у црквеним стварима, те је овакву праксу, која је ухватила своје корене и у Захумско-херцеговачк0ј епархији требало изменити, а никога при томе не озлоједити или повредити, јер се радило о врло поносним Херцеговцима који су завређивали свако поштовање.

### Одликовања
Епископ Јован је као протојереј Јордан А. Илић, секретар Св. архијерејског Синода одликован 24. јуна 1925 године Орденом Светог Саве 4. реда.
За време столовања на захумско-херцеговачком трону владика Јован је одликован
- Орденом Светог Саве 2. реда
- Орденом Светог Саве 1. реда (13. децембра 1928)
- Орденом Белог орла 5. реда (8. децембра 1929)
- Орденом Карађорђеве звезде 4. реда (8. септембра 1930).